# Flugplatz Norðfjörður

i8
i11
i13
Der Flugplatz Norðfjörður (isländisch Norðfjarðarflugvöllur, IATA-Code: NOR, ICAO-Code: BINF) ist ein Flugplatz im Osten von Island.
Der Ort Neskaupstaður war mit seinerzeit 1300 Einwohnern der größte in den Ostfjorden von Island.
Er war aber über den Pass Oddsskarð nicht immer einfach zu erreichen.
Die Fahrzeit zum nächsten Flugplatz nach Egilsstaðir betrug bis zu 3 Stunden.
Darum begann man im Frühjahr 1957 mit dem Bau des Flugplatzes und hatte bis zum Herbst eine 300 m lange Start- und Landebahn fertiggestellt.
Sie wurde in den nächsten 6 Jahren auf 1000 m verlängert.
Der Flugplatz liegt im Mündungsgebiet der Norðfjarðará südlich des Norðfjarðarvegurs  etwa 4 km außerhalb der Stadt.
Das Flugplatzgebäude aus dem Jahr 1965 wurde im Herbst 1990 auf 200 m² vergrößert.
Am 20. August 2017 wurde der Flugplatz förmlich neu eröffnet, nachdem die Landebahn mit 730 × 23 m asphaltiert wurde.
Die Fluggastzahlen stiegen bis auf über 4000 im Jahr an, gingen aber drastisch zurück.
Der Linienflugbetrieb wurde 1997 eingestellt.
Dieser Flugplatz wird überwiegend für Krankentransportflüge genutzt, deren Anzahl sich von 31 im Jahr 2018 auf 83 im Jahr 2023 mehr als verdoppelt hat.